# Gottlieb János
Gottlieb János (Nagybánya, 1929. január 21. – Jászvásár,  2011.  szeptember 2.) erdélyi elméleti fizikus, egyetemi tanár.

## Életútja
A faji üldöztetés idején a nagybányai gettóba került, s megjárt több koncentrációs tábort (Auschwitz, Mauthausen, Melk), szabadulása után folytatta tanulmányait, Nagybányán érettségizett (1947), a Bolyai Tudományegyetemen szerzett fizika–matematika szakos tanári diplomát (1951). A Iași-i Al. I. Cuza Egyetemen kezdte pályáját; itt doktorált (1962) T. T. Vescan vezetésével. A matematika és a fizika tudományok doktora, egyetemi tanár. Nyugdíjazása után Nagybányára vonult vissza.
Elméleti fizikai tudományos közleményei román, angol, német, francia, magyar szakfolyóiratokban jelentek meg. A Matematikai és Fizikai Lapok munkatársa volt, A naprendszer keletkezésének kanti elméletéről az Utunkban írt (1955), a Korunk Idő és okság a relativitáselméletben című hozzászólását közölte (1965).